# Ceferino Namuncurá
Ceferino Namuncurá (Chimpay, provincia de Río Negro, Argentina, 26 de agosto de 1886-Roma, Italia, 11 de mayo de 1905) fue un adolescente salesiano argentino aspirante al sacerdocio, de origen mestizo (Araucano y chileno). Heredó el nombre de su padre, Namuncurá, como apellido (del mapudungun: 'pie de piedra', namun, ‘pie’, y curá, ‘piedra’).
La Iglesia católica lo proclamó beato el 11 de noviembre de 2007, y es un santo popular en Argentina desde mediados del siglo XX.

## Datos biográficos

### Nacimiento y bautizo
Fue uno de los hijos de Manuel Namuncurá, líder de las fuerzas mapuches que lucharon durante la llamada Conquista del Desierto contra el Ejército Argentino comandado por Julio Argentino Roca, y nieto del caudillo mapuche Calfucurá. Su madre era la cautiva chilena Rosario Burgos.
En 1887, al año de edad, Ceferino se salvó de perecer ahogado en el Río Negro, mientras jugaba en sus orillas. Ese mismo año, el 24 de diciembre, en vísperas de Navidad, fue bautizado por el misionero salesiano padre Domingo Milanesio, evangelizador de los pueblos originarios. A los 11 años, le pidió a este salesiano que lo llevara a estudiar para luego regresar y así poder enseñar a los de su pueblo.

### Estudios en el Colegio Salesiano
Su padre, lonco de la nación mapuche, fue promovido al rango de coronel de la Nación y lo llevó para estudiar a la ciudad de Buenos Aires. Allí fueron recibidos por el general Luis María Campos, ministro de Guerra y Marina. Ceferino ingresó en los talleres que la Armada tenía en la localidad de Tigre (provincia de Buenos Aires) y permaneció allí por tres meses; sin embargo, le pidió a su padre que lo sacara porque no le gustaba ese ambiente ni esa profesión. El coronel Manuel Namuncurá recurrió a su amigo, el Dr. Luis Sáenz Peña, expresidente argentino, quien recomendó a Ceferino a los salesianos; fue inscrito como alumno estudiante interno el 20 de septiembre de 1897.
Paulatinamente, Ceferino se adaptó al ambiente, dedicándose al estudio, aprendió el idioma castellano y el catecismo. El 8 de septiembre de 1898 Ceferino recibió la primera comunión y, el 5 de noviembre de 1899, el sacramento de la confirmación de manos de monseñor Gregorio Romero en la iglesia parroquial de San Carlos, donde luego se construyó la actual Basílica María Auxiliadora y San Carlos.

### Príncipe de la Doctrina Cristiana
Obtuvo la distinción de “Príncipe de la Doctrina Cristiana”, en el concurso que anualmente se organizaba sobre contenidos de catecismo. Este organizado por el Tercer Arzobispo de Buenos Aires S.E.R. Uladislao Castellano

### La tuberculosis y su regreso a Viedma
A principios de 1902, su salud se deterioró. Los exámenes médicos determinaron que había contraído tuberculosis. Monseñor Juan Cagliero decidió trasladarlo a Viedma, con la esperanza de que el aire de campo le ayudara a restablecerse. A comienzos de 1903, en el colegio San Francisco de Sales de Viedma, comenzó sus estudios secundarios como aspirante a las órdenes dentro de la congregación salesiana. El sacerdote médico Evasio Garrone, junto con el enfermero del hospital, Artémides Zatti —canonizado por la Iglesia católica—, cuidaron de Ceferino. El 19 de julio de 1904, con 17 años, Ceferino fue trasladado a Turín (Italia), por monseñor Cagliero. Los salesianos pensaron que en ese lugar recuperaría la salud y podría continuar sus estudios de sacerdocio.

### Estadía en Italia y su encuentro con el papa Pío X
Estudió en el colegio salesiano de Villa Sora, en Frascati, Roma. En Turín, el beato Miguel Rúa, el primer sucesor de San Juan Bosco, conversó varias veces por semana con Ceferino. El 27 de septiembre de 1904, Ceferino visitó al papa Pío X, junto con monseñor Cagliero, los sacerdotes José Vespignani y Evasio Garrone y otros salesianos. Ceferino pronunció un breve discurso y obsequió al pontífice un quillango o poncho mapuche. A su vez, Pío X le otorgó la medalla destinada a los príncipes.

### Muerte y elevación a los altares
En marzo de 1905, la tuberculosis volvió a afectar su salud. Fue internado en el Hospital de los Hermanos de San Juan de Dios, donde fue atendido por el Dr. José Lapponi, médico personal de los papas León XIII y Pío X. El 11 de mayo de ese mismo año, a los 18 años de edad, Ceferino Namuncurá murió acompañado por monseñor Cagliero. Según la mayor parte de sus biógrafos sus últimas palabras fueron:

¡Bendito sea Dios y María Santísima!; basta que pueda salvar mi alma y en los demás que se haga la santa voluntad de Dios.

La oración, sin embargo, aparece recogida en su correspondencia y según algunos autores fue desplazada a ese momento para subrayar su manera piadosa de morir.
Fue enterrado al día siguiente de su fallecimiento en el cementerio comunal monumental Campo Verano, con la presencia de pocos salesianos y compañeros de estudio bajo el amparo de una cruz de madera con su nombre. En 1924 los restos de Ceferino Namuncurá fueron repatriados por orden del presidente argentino Marcelo T. de Alvear y llevados a la capilla reconstruida del antiguo Fortín Mercedes, situado frente a la vecina localidad de Pedro Luro.
En 1930 el sacerdote Luis J. Pedemonte comenzó a propagar las virtudes y la devoción al «indiecito santo», con lo cual recogió y publicó testimonios de gracias recibidas por aquellos que lo rezaban y lo conocieron. También publica las cartas de Ceferino, documentos que sirvieron para conocer el espíritu de este joven mapuche. El 2 de mayo de 1944 se inició la causa de beatificación y el 3 de marzo de 1957 el papa Pío XII aprobó la introducción de la causa de beatificación de Ceferino Namuncurá. Quince años más tarde, el 22 de junio de 1972, el papa Pablo VI lo declaró venerable, transformándose en el primer argentino que llegó a esa altura de santidad.
La devoción popular a Ceferino Namuncurá, se fue difundiendo desde mediados del siglo XX por toda la Argentina. Es así que, a fines de los años 1960, ya era muy común encontrar «estampitas» dedicadas a san Ceferino en gran parte de la Argentina; de este modo, su foto se hizo tan popular que muchas papeletas de propaganda tenían impreso el rostro de Ceferino.
En 1992 sus restos fueron trasladados a una sala contigua del Santuario de María Auxiliadora de Fortín Mercedes, por razones de mayor seguridad.
El 7 de julio de 2007, el papa Benedicto XVI firmó el decreto que declaraba a Ceferino Namuncurá como beato. El pontífice recibió al cardenal José Saraiva Martins, el por entonces prefecto de la Congregación para la Causa de los Santos, y autorizó a la Congregación a promulgar una serie de decretos, entre los cuales el que declara beato al «siervo de Dios Ceferino Namuncurá». El 11 de noviembre de 2007, el enviado papal, el cardenal Tarcisio Bertone, proclamó beato a Ceferino Namuncurá, ante más de 100 000 personas en una ceremonia de beatificación en Chimpay, Río Negro, ciudad natal del joven salesiano. La fiesta religiosa se fijó para el 26 de agosto, fecha de su nacimiento.
Una junta médica del Vaticano consideró que la curación de Valeria Herrera, una joven madre de la provincia de Córdoba (Argentina), de 24 años en el año 2000 y afectada por cáncer de útero, fue un milagro por la intercesión de Ceferino Namuncurá. La mujer llegó a poder concebir con posterioridad. Este fue el antecedente que se tuvo en cuenta para su beatificación.
El 4 de marzo de 2008, algunos vecinos de la localidad de El Trébol (provincia de Santa Fe), aseguraron haber visto en un fresno una imagen de Ceferino Namuncurá. Por iniciativa municipal se cercó el lugar y se erigió un improvisado "altar" en homenaje al beato.

## Traslado de sus restos
El 12 de agosto de 2009, después de una misa, sus restos fueron entregados a sus familiares, quienes habían solicitado su custodia. Obtenidos los mismos, los trasladaron a la Comunidad de San Ignacio, en el departamento Huiliches (provincia de Neuquén), a 60 km de Junín de los Andes, donde reside la familia Namuncurá. Allí fueron sepultados en un túmulo edificado en forma de cultrún.
Antes de que sus restos se restituyan desde Italia en 1924, previamente se deja constancia, acerca de la veracidad del cuerpo de Ceferino Namuncurá, que:

Ha verificado por la precisa ubicación indicada en los registros mortuorios que la cruz con placa de cinc que lleva impreso con claridad nombre y apellido, y por una segunda placa que se halló junto a sus huesos, y que ha sido puesto otra vez con ellos que lleva la siguiente inscripción: Ceferino Namuncurá de 18 años, nacido en Chimpay Rio Negro y muerto el 11 de Mayo de 1905, hace que los huesos así identificados sean depositados en una urna de cinc en la que también se colocó, dentro de un tubo de cristal con tapón esmerilado y sellado con cera virgen, la presente acta extendida sobre pergamino y firmada por los presentes. A los restos así acondicionados, con las preces del rito les fue asignado el nicho número 358, fila 2 Nueva Sección del cementerio de verano.

El santuario del beato Ceferino, lo diseñó el arquitecto Alejandro Santana. Él además, es autor de las esculturas del parque temático Vía Christi de Junín de los Andes. Un lugar de una belleza atrapante, y emblema religioso de la colectividad católica de la Argentina. El invierno lo cubre con una espesa capa de nieve lo que le otorga una solemnidad de carácter especial.

## Familia
Su familia está relacionada con la familia ranquelche Epumer. La familia Namuncurá continúa siendo una referencia importante en la nación mapuche.

## El legado de Ceferino en la cultura argentina
Se han publicado muchas biografías, álbumes e historietas sobre la vida de Ceferino Namuncurá. La más importante es el relato incluido en el libro Los que llegamos más lejos del escritor  Leopoldo Brizuela. 
También se han hecho películas, como:
- 1971: El milagro de Ceferino Namuncurá.
- 1972: Mi hijo Ceferino Namuncurá.
- 2010: Ceferino Namuncurá, el camino a la santidad (documental).